# Lucien Dolquès
Lucien Dolquès (Lucien L. Dolquès; * 27. Februar 1905 in Aspiran, Département Hérault; † 17. Juli 1977 in La Motte-Servolex) war ein französischer Langstreckenläufer.
Bei den Olympischen Spielen 1924 in Paris wurde er Siebter über 5000 Meter. Im Crosslauf erreichte er nicht das Ziel, wurde jedoch wie der Rest des französischen Teams mit einer Bronzemedaille ausgezeichnet.
1924 wurde er nationaler Meister über 5000 Meter, 1925 im Crosslauf und 1926 über 10.000 Meter. Jeweils Vizemeister wurde er 1924 über 3000 Meter sowie 1925 über 5000 und 10.000 Meter.

## Persönliche Bestzeiten
- 5000 m: 15:13,2 min, 20. Juni 1926, Colombes
- 10.000 m: 31:59,6 min, 11. Juli 1926, Colombes